# Masteria petrunkevitchi
Masteria petrunkevitchi är en spindelart som först beskrevs av Arthur M. Chickering 1964.  Masteria petrunkevitchi ingår i släktet Masteria och familjen Dipluridae.
Artens utbredningsområde är Puerto Rico. Inga underarter finns listade i Catalogue of Life.